# Puffy AmiYumi x Puffy
Puffy AmiYumi x Puffy è un album delle Puffy AmiYumi. Pubblicato in Giappone il 25 marzo 2009, il cd è composto da 16 cover, molte delle quali presenti negli album precedenti, più 3 bonus track.

## Tracce
1. Girls Just Want to Have Fun
2. Nichiyoubi Yori no Shisha (The High-Lows)
3. Basket Case
4. Frontier no Pioneer [Shiitaka version] (Tamio Okuda)
5. Joining a Fan Club
6. Tenshi no Wink (Seiko Matsuda)
7. Lucy in the Sky with Diamonds
8. Ningen wa mou Owari da! (Magokoro Brothers)
9. Radio Tokyo
10. Kenkou
11. Not Listening (Snuff)
12. Tokyo Hanabi (New Rote'ka)
13. Can-nana Fever
14. Hito Natsu no Keiken (Momoe Yamaguchi)
15. Don't Bring Me Down
16. Yuki ga Furu Machi

Bonus tracks
1. Hi Hi [Spanish TV MIX]
2. Hi Hi [Portuguese TV MIX]
3. Happy Birthday To You [Dear OOO version]